# Metro w Lille
Metro w Lille – system szybkich kolei podziemnych znajdujący się we francuskim mieście Lille. Metro zostało oddane do użytku w 1983 roku i obecnie stanowi część systemu Transpole, w skład którego wchodzi metro oraz linie autobusowe oraz tramwajowe.

## Historia
Budowa metra rozpoczęła się w 1978 roku, a pierwszy odcinek linii 1 pomiędzy stacjami 4 Cantons a République otwarto 25 kwietnia 1983 roku. W 1984 roku do użytku udostępniono całą linię 1 o łącznej długości 13,5 km, w tym 8,5 km znajduje się pod ziemią. Na linii znajduje się łącznie 18 przystanków, z czego jeden znajduje się na dworcu Gare de Lille-Flandres.
Linię 2 oddano do użytku w 1989 roku. Linia ma łącznie 42 przystanki oraz łączną długość 32 km. W 2000 roku sięgnęła przystanku C.H. Dron, który położony jest niedaleko granicy z Belgią.

## Informacje ogólne
Pociągi metra mają zaledwie 2 metry szerokości i 26 metrów długości. Poruszają się za pomocą kół stosowanych w pociągach np. kolei ogumionej. Metro w Lille ma łącznie 60 przystanków, z czego najdalszy sięga granicy z Belgią. 
Każdy pociąg metra może przewieźć 152 pasażerów, pociągi kursują najczęściej w częstotliwości od 6 do 8 minut.